# 高等數學引論
《高等數學引論》是中國著名數學家華羅庚的一本著作，寫這本書的原因是華羅庚要為中國科學技術大學應用數學系的學生授課，在他的弟子王元協助下所寫成的一份講義。
由於華羅庚採取其獨特「一條龍」的教學方式，原先高等數學引論這本書有相當多內容，從大一微積分（數學分析）至矩陣分析等，但在此書完成不久後的大動亂中，華羅庚遺失了許多該書書稿，因此最後僅出版了兩卷。
- 第一卷第一分冊：數學分析導引（上），內容為微積分大一上內容。
- 第一卷第二分冊：數學分析導引（下），內容為微積分大一下內容。
- 第二卷第一分冊：複變數函數論。
- 第二卷餘篇：代數矩陣論，內容大致與現今線性代數教本內容差不多。

高等數學引論在兩岸都有出版，在中國大陸是由科學出版社出版簡體字版；而在台灣則是由凡異出版社出版繁體字版，但書名並不為高等數學引論，而是分四本：數學分析導引（上）、數學分析導引（下）、複變數函數論、高等數學分析。
高等數學引論早期在台灣出版時，與數論導引一書相同，由於華羅庚為共產黨員，故高等數學引論的作者有兩次改變，第一次無姓名，第二次則變為「商高編譯」，直至近年才將作者姓名恢復原貌。
目前該書在中國大陸的使用（做教材）並不普遍，因為各大學大都有自己編的數學分析教本或採用名校所編的教本（如科大常庚哲史濟懷、北大張築生...）。至於在台灣，國立清華大學數學系大一微積分課程採用高等數學引論第一卷（繁體字版）做為課本，是該校各系微積分課程唯一採用的中文教本。
2009年為華羅庚華誕一百周年，高等教育出版社重新出版此四冊書，並經由其高徒-中國科學院院士王元細密修訂。